# Xã Swanville, Quận Morrison, Minnesota
Xã Swanville (tiếng Anh: Swanville Township) là một xã thuộc quận Morrison, tiểu bang Minnesota, Hoa Kỳ. Năm 2010, dân số của xã này là 517 người.